# Pleuromucrum mooraboolense
Pleuromucrum mooraboolense is een uitgestorven mosdiertjessoort uit de familie van de Phidoloporidae. De wetenschappelijke naam van de soort is voor het eerst geldig gepubliceerd in 1895 door MacGillivray.